# فيليب شيرر
فيليب شيرر (بالإنجليزية: Phillip Shearer)‏ (3 يوليو 1974 في المملكة المتحدة - ) هو لاعب كرة قدم بريطاني في مركز الهجوم. شارك مع منتخب جزر تركس وكايكوس لكرة القدم. أما مع النوادي، فقد لعب مع AFC Academy ‏.

## وصلات خارجية
- فيليب شيرر على موقع قاعدة بيانات كرة القدم.إي يو (الإنجليزية)
- فيليب شيرر على موقع ناشيونال فوتبول تيمز (الإنجليزية)
- فيليب شيرر على موقع Soccerway.com (الإنجليزية)